# Embalse de Cordobilla
El embalse de Cordobilla es un embalse sobre el río Genil, situado a caballo entre las provincias de Córdoba y Sevilla, en Andalucía (España). Está ubicado a 6 kilómetros al sureste del núcleo urbano de Puente Genil, y en sus cercanías se encuentra situada la localidad de Cordobilla. 
Fue declarado paraje natural el 28 de julio de 1989. 

## Historia
Su construcción fue emprendida por la Sociedad Hidroeléctrica del Chorro, siendo inaugurado en enero de 1953. Tras su entrada en servicio se potenció el abastecimiento de agua a las áreas cultivables de regadío, al tiempo que se formó un salto aprovechable para la generación de electricidad. El embalse tenía una capacidad de almacenamiento de 34 hectómetros cúbicos, si bien las instalaciones pronto se revelaron insuficientes para las avenidas del Genil. Sus limitaciones acabarían llevando a la construcción del embalse de Iznájar. Durante las últimas décadas los problemas de colmatación han reducido considerablemente la capacidad de almacenamiento de la infraestructura.
El canal Genil-Cabra se abastece del embalse de Cordobilla mediante una estación de bombeo.